# Scherkova ploskev
Scherkova plôskev [šérkova ~] je v diferencialni in algebrski geometriji dvojnoperiodična ploskev določena s tremi parametričnimi enačbami:
{\displaystyle x=u\!\,,}
{\displaystyle y=v\!\,,}
{\displaystyle z={\frac {\ln {\frac {\cos(cu)}{\cos(cv)}}}{c}}\!\,,}
kjer je:
- {\displaystyle u\,} realni parameter
- {\displaystyle v\,} realni parameter
- {\displaystyle c\,} neničelna realna konstanta
- {\displaystyle \ln(\cdot )\,} naravni logaritem
- {\displaystyle \cos(\cdot )\,} trigonometrična funkcija kosinus,

oziroma z implicitno enačbo v kartezičnih koordinatah:
{\displaystyle e^{cz}={\frac {\cos(cx)}{\cos(cy)}}\!\,.}
Ploskev, ki je zgled minimalne ploskve, je odkril leta 1833 nemški matematik in astronom Heinrich Ferdinand Scherk in se imenuje po njem. Pred odkritjem Scherkove ploskve so bile znane le tri minimalne ploskve: ravnina, katenoid in helikoid. Scherkova ploskev je edina minimalna ploskev, ki jo lahko predstavimo kot translacijsko ploskev v obliki:
{\displaystyle z=f(x)+g(y)\!\,.}
Scherkove ploskve se pojavljajo pri raziskovanju določenih limitnih minimalnih problemov s ploskvami in harmoničnih difeomorfizmov hiperboličnega prostora.